# Іоанн I Безземельний
Джон I Безземельний (англ. John of England; також Джон Ле́кленд, англ. John Lackland, у літературі — Король Джон; 24 грудня 1166 — 19 жовтня 1216) — король Англії з 1199 року та герцог Аквітанії з династії Плантагенетів. Молодший (п'ятий) син Генріха ІІ та Алієнор Аквітанської. Фактичний правитель Англії з 1189 року, коли його брат Річард I Левове Серце пішов у Третій хрестовий похід. Іоанн втратив до 1205 року Нормандію і майже всі володіння Англії на території Франції, зазнавши поразки від Філіпа ІІ Августа. Його репресивна політика і зростаючі податки призвели до конфлікту з баронами, і вони його змусили підписати Велику хартію вільностей в 1215 р. Пізніше він відрікся від неї, що стало причиною першої Баронської війни 1215—1217, під час якої він помер. Мав також прізвисько «М'який меч». Не через проблеми в особистому житті, оскільки мав 5 дітей з Ізабеллою Ангулемською, а через те, що за його правління Анжуйська імперія втратила практично всі континентальні володіння[джерело?].

## Молодість
Роберт де Торіньї вказує, що Іоанн народився 1167 року. Тоді як Матвій Паризький й «Аннали Бертона» вказують, що Іоанн народився 1166 року. «Аннали Данстейбла» відносять народження Іоанна до 1165 року, однак у них відсутній параграф про події 1166 року. Як було написано за сто років по тому в каноні Лаона, Іоанна назвали на честь Івана Богослова, у чий день (27 грудня) він народився. У 1171 році Іоанн був заручений з дочкою Гумберта III, графа Савойського.
На відміну від старших братів Іоанн, хоч і був улюбленим сином Генріха, не отримав від батька жодного з великих земельних володінь у Франції, за що його прозвали «Безземельним». Однак Іоанну дістались значні володіння в Англії й було подаровано володіння Ірландією (1177 рік). Він вирушив до Ірландії 1185 року, укріпивши там англійську адміністрацію та заснувавши кілька замків, але за кілька місяців повернувся до Англії, остерігаючись сутичок з Х'юго де Лейсі та не маючи достатньо коштів.
Після заколоту старших братів проти батька наприкінці його правління й наступної боротьби підтримав свого брата — Річарда Левове Серце, який 1189 року і зайняв престол. Іоанн отримав підтвердження володіння своїми землями, які приносили 6 000 фунтів на рік, й одружився з Ізабеллою, спадкоємицею Вільгельма Фітц-Роберта 2-го графа Глостер. У них не було дітей, та незадовго до чи невдовзі після його коронації їхній шлюб було анульовано на підставі кровної спорідненості, тому її не вважають королевою.
У відповідь на проголошення Річардом 1190 року своїм наступником сина померлого брата Джеффрі, Іоанн порушив слово не вступати в Англію, поки Річард буде у хрестовому поході, і спробував скинути регента Річарда Вільяма Лонгчампа. Це дало привід зобразити його злодієм у старовинній легенді про Гереварда, яку надалі перетворили на легенду про Робін Гуда.
Дізнавшись, що Річард після повернення з походу був захоплений у полон в Німеччині імператором Генріхом VI, Іоанн попрохав Генріха якомога довше не випускати Річарда, уклавши союз із французьким королем Філіппом II Августом, та спробував захопити контроль над Англією.
У 1193 році він був змушений укласти перемир'я, але стосунки з Філіппом не перервав і готував заколот. Відповіддю Річарда стало вигнання Іоанна та конфіскація його земель. Лише 1195 року Річард частково пробачив Іоанна і він отримав назад частину своїх володінь, а ще згодом Річард його проголосив спадкоємцем англійського престолу.

## Правління

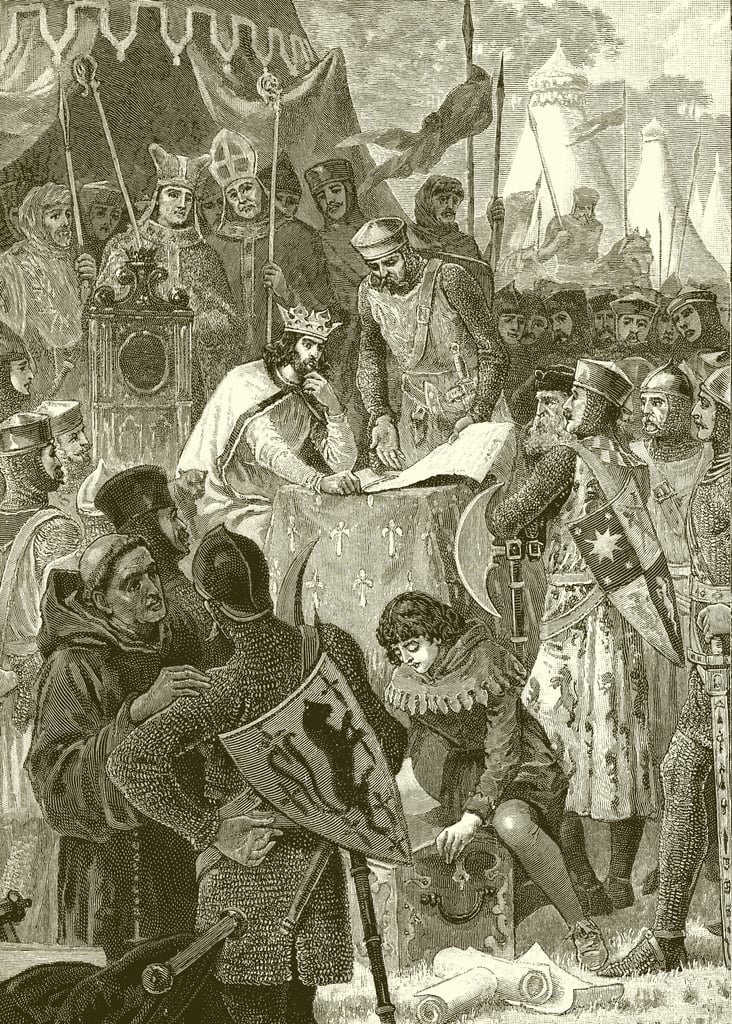
Іоанн I Безземельний підписує Велику Хартію — малюнок у книзі «Cassell's History of England» (1902)

На престол Іоанн I зійшов по смерті Річарда I Левове Серце 1199 року. У Артура I, сина старшого брата Іоанна Джеффрі, були більш законні претензії на престол, й багато нормандських аристократів у Франції відмовились підтримувати Іоанна. Однак Артур виріс на континенті, тому населення острова хотіло бачити королем хоч і нелюбимого, але рідного Іоанна. Барони, розуміючи своє слабке становище, звернулись за допомогою до французького короля Філіппа II Августа (васалом якого був Іоанн у своїх французьких володіннях). Окрім того, у 1200 році Іоанн розлучився й цього разу одружився з Ізабеллою Ангулемською, забравши її з-під вінця у свого васала Гуго X де Лузіньяна. Той також поскаржився на це Філіпу.
У 1202 році Філіп викликав Іоанна до двору і, коли той відмовився, вторгся до Нормандії та подарував Артуру майже всі володіння Іоанна у Франції. У ході війни Артур взяв в облогу свою бабусю Алієонор Аквітанську в замку Мірабо. Замок легко б здався, якби 80-річна Алієнор не організувала його оборону так, що захисники протримались кілька днів до 31 липня 1202 року, коли до замку підійшов Іоанн зі своїми військами й узяв Артура в полон. Артура спочатку ув'язнили в замку Фалез під наглядом Х'юберта де Бурга, та Іоанн нібито віддав наказ виколоти йому очі, якого не виконав Х'юберт. У 1203 році Артура перевели до Руану під нагляд Вільяма де Браоза, й подальша його доля невідома, хоча Іоанна, звичайно, підозрюють у його смерті.
Надалі війна тривала для англійців невдало. Іоанн мав фінансові проблеми, його поводження з Артуром і полоненими не додало йому прибічників, а Філіпп контратакував. У 1203 році був захоплений замок Гайар. Його спланував Річард як цілковито неприступний, але Іоанн наказав під час будівництва зробити невеликі модифікації, й саме через них замок був ним взятий. У 1204 році здався Руан. Внаслідок військових дій 1202—1204 років Іоанн втратив значну частину англійських володінь на континенті: (Нормандію, Мен, Анжу, частину Пуату, потім Турень — угода 1206 року з Філіпом II).
У 1207 році папа Інокентій III призначив нового архієпископа Кентерберійського Стефана Ленгтона. Намагаючись посилити свою владу, Іоанн відмовився визнати його, після чого папа наклав на Англію інтердикт (1208 рік), а Іоанн почав конфісковувати церковні землі. У 1209 році папа відлучив Іоанна від церкви, а 1212 року звільнив англійців від присяги королю, тобто теоретично скинув його. У 1213 році Філіпп II домовився з папою про вторгнення в Англію з метою скидання Іоанна й уже зібрав флот, але Вільям Лонгеспе розгромив його поблизу Дамме. Однак до того часу Іоанн вже вирішив припинити свою боротьбу під тиском легата Пандульфа. Король підкорився папі й визнав себе його васалом, зобов'язавшись сплачувати по 1 000 марок щороку. Тільки 1214 року інтердикт було знято.
У 1211 році Іоанн придушив повстання валлійців.
1214 року англійці знову вступили в конфлікт із французами в союзі з імператором Оттоном IV і графом Ферраном Фландрським. Союзники зазнали нищівної поразки у битві під Бувіном (27 липня).

### Велика хартія вільностей
Невдала зовнішня і внутрішня політика, фіскальний та політичний тиск Іоанна на крупних феодалів, що часто супроводжувався відвертим свавіллям, спричинили 1215 року повстання баронів, яке підтримали духовенство, лицарі й містяни. Під тиском повстанців Іоанн Безземельний 15 червня 1215 року підписав Велику хартію вільностей. Не збираючись виконувати обіцянки, які в ній містились, Іоанн незабаром залучив найманців з континенту і почав із новими силами нападати на баронів. Папа підтримав свого васала Іоанна, скасував Хартію та пригрозив відлучити від церкви повсталих баронів. Духовний натхненник повстання, архієпископ Стефан Ленгтон, відмовився зачитувати папські вказівки і його викликали до Риму на Четвертий Латеранський собор.
Іоанн атакував замки повсталих баронів один за одним, а за відсутності Ленгтона барони не змогли дати скоординовану відсіч. Від безсилля вони закликали на трон французького спадкового принца (майбутнього Людовика VIII), який невдовзі висадився в Кенті та його виголосили в Лондоні королем (хоч і не коронованим).

## Смерть
У вересні 1216 року Іоанн почав нову енергійну атаку. Він вирушив із Котсволду, вдав наступ, щоб звільнити обложений Віндзорський замок, і атакував на схід навколо Лондона до Кембриджа, щоб розділити контрольовані повстанцями райони Лінкольнширу та Східної Англії. Звідти він вирушив на північ, щоб зняти облогу повстанців у Лінкольні, і повернувся на схід до Лінна, ймовірно, щоб замовити подальші постачання з континенту.
Іоанн I, відступаючи, перетинав зі своїм обозом затоку Вош у Східній Англії і, захоплений несподіваним припливом, втратив усе золото й коштовності. Він не зміг перенести такого удару й помер 18 чи 19 жовтня у Ньюарку, Лінкольншир, від дизентерії (надалі ходили чутки, що його отруїли миш'яком). Іоанна поховали у Вустерському соборі у місті Вустер.
Спадкоємцем Іоанна став його дев'ятирічний син Генріх із регентством Вільяма Маршала, графа Пембрук. Барони визнали його, і претензії Людовика на англійський трон закінчились нічим.

## Родина
1 Дружина — Ізабелла, дочка Вільгельма ФітцРоберта 2-го графа Глостерського. Пізніше шлюб був анульований
Діти: не було
2 Дружина (з 1200) — Ізабелла Ангулемська, дочка Аймера, графа Ангулемського
Діти:
- Генріх (1207—1272) — майбутній король Англії Генріх III
- Річард (1209—1272) — граф Корнуола
- Іоанна (1210—1238) — дружина Олександра II, короля Шотландії
- Ізабелла (1214—1241) — дружина Фрідріха II, імператора Священної Римської імперії
- Елеонора (1215—1275) — в першому шлюбі з Вільгельмом Маршалом, 2-м графом Пембрук, в другому шлюбі з Симон де Монфор, 6-й граф Лестер

Крім того, мав численних бастардів.

## У мистецтві
Іоанн Безземельний є одним з героїв різних художніх творів, фільмів і серіалів.

### Художні твори
- Вільям Шекспір. Історичний часопис Король Іоанн.
- Вальтер Скотт. Роман «Айвенго».
- Джеймс Голдмен. П'єса «Лев узимку».
- Цикл фантастичних романів Філіпа Хосе Фармера «Світ Річки».

### Фільми та серіали
- Айвенго (США, 1952 рік): в ролі Іоанна — Гай Рольф.
- Лев узимку (Велика Британія, 1968 рік): в ролі Іоанна — Найджел Террі.
- Робін Гуд(мультфільм,1973)
- Робін та Меріен (США,1976), в ролі Іоанна -Ієн Голм
- Айвенго (США, 1982 рік): в ролі Іоанна — Рональд Пікап.
- Балада про доблесного лицаря Айвенго (СРСР, 1983 рік): в ролі Іоанна — Альгімантас Масюліс.
- Лев узимку (США, 2003 рік): в ролі Іоанна — Рейф Сполл.
- Робін Гуд (телесеріал) (Велика Британія, 2006 рік): в ролі Іоанна — Тобі Стівенс.
- Робін Гуд (Велика Британія і США, 2010 рік), режисер Рідлі Скотт: в ролі Іоанна Безземельного — Оскар Айзек.
- Залізний лицар (Велика Британія і США, 2011 рік): в ролі Іоанна — Пол Джаматті.

### Відеоігри
- Робін Гуд: Легенда Шервуду (під ім'ям принца Джона).